# Low Bush River
Low Bush River est une communauté canadienne non constituée en municipalité située dans le territoire non organisé de Cochrane, Unorganized, North Part dans le district de Cochrane dans la province de l'Ontario.

## Annexe